# Публикум календар нове уметности
Публикум календар нове уметности био je српски издавачко-мултимедијални пројекат у култури у периоду од 1993. до 2008. године. Главни елемент пројекта био је тематски осмишљен календар, праћен медијском акцијом и промоцијама, које су имале за циљ да успоставе интерактиван однос аутора и издавача са пубиликом.
Настао са визијом да промовише чување културних вредности у условима ратног окружења, лимитираних ресурса и санкција УН према Југославији 90-тих година 20. века, био је заснован на високим критеријумима у избору уметника, врхунским стандардима у штампи и продукцији, као и на уређивачкој политици чија је мисија било улагање у уметничку сцену и културу Србије.

## Издавач, уредништво и аутори
Издавач Публикум, који је уједно и штампао календар и аутори концепта пројекта чланови Уметничке групе ФИА – Нада Рајичић (Nada Ray), уредник и директор пројекта и Ђорђе Милекић, креативни директор, били су одговорни за уређење и осмишљавање годишњих, тематских издања календара. Публикум је у врхунској штампи објавио радове више од сто домаћих и више десетина интернационалних аутора из области визуелних комуникација, фотографије, дизајна и уметности међу којима су: Славимир Стојановић, Горанка Матић, Владимир Перић Талент, Александар Кујучев, Станислав Шарп, Борут Вилд, Милета Продановић, Михаел Милуновић, Драган Папић, Драгољуб Замуровић, Јелена Трпковић, Игор Оршолић и интернационални аутори Мирко Илић, Пола Шер (Paula Scher), Карлсонвилкер (Karlssonwilker), Андреа Дежо (Andrea Dezso), Луба Лукова (Luba Lukova) и многи други.

## Промоције и дистрибуција календара
Публикум календар нове уметности је био штампан у тиражу од 2000 примерака годишње, који су додељивани институцијама и истакнутим појединцима из области културе, бизниса и медија, уметничким школама као и клијентима штампарије Публикум. Промоције Публикум календара су одржаване сваке године у различитим просторима међу којима су били београдски Музеј савремене уметности, Народни музеј, Павиљон Цвијета Зузорић, Скупштина града Београда, Галерија САНУ, али и на неубичајеним локацијама као што су рушевине галерије Себастиан у центру Београда, забавни парк Адриа на Калемегдану, трг Безистан и студио Астакос у атомском склоништу.

## Интернационална фаза и еволуција
Први интернационални Публикум календар под називом Антизид 2001 дизајнирао је југословенски дизајнер Мирко Илић, који живи и ради у Њујорку. Објављени су радови светских уметника као што су Кристо (Christo), Барбара Кругер (Barbara Kruger), Оливиеро Тоскани (Oliviero Toscani), Вим Вендерс (Wim Wendres), Давид Бирн (David Burn) и други. Календар је јавности представљен у директном националном преносу из ТВ студија 8 РТС у Кошутњаку, јануара 2001. године, а следећег дана је уживо на 3 каналу РТС одржан вишечасовни ТВ маратон, где је детаљно представљена историја Публикум календара од 1993. године.
Пројекат је постепено еволуирао тако да је од 2001. године поред ексклузивног зидног календара у посебном паковању, укључивао пратећу књигу, документарни филм, изложбу у центру Београда која је привукла десетине хиљада посетилаца, као и кампању која је укључивала билборде, огласе, радијске и телевизијске џинглове који су медији спонзорисали.
Од 2004. године Публикум календар нове уметности присутан је на културној сцени и у САД, путем изложби и презентација у њујоршким водећим галеријама и институцијама као што су Арт Директорс Клуб (Art Directors Club NYC), Оне Клуб (The One Club) , АИГА Национална галерија (AIGA Natinal Gallery), као и АИГА конференција у Денверу, затим Волфсониан музеј у Мајамију (Wolfsonian Museum).

## Галерија
- Промоција у Скупштини града Београда
- Промоција у галерији САНУ
- Промоција у студију РТС
- Промоција у Art Directors Club, Њујорк

- Насловна страница „Ожичени човек XXOO”
- Насловна страница „Антизид”